# Symfonie nr. 4 (Dvořák)
De Tsjechische componist Antonín Dvořák voltooide zijn Symfonie nr. 4 opus 13 op 26 maart 1874.

## Geschiedenis
Dvořák was onder de indruk geraakt van de muziek van Richard Wagner, toen deze in februari 1863 een bezoek bracht aan Praag en daar gedeelten uitvoerde uit zijn opera's. Dit bezoek heeft invloed gehad op de jonge Boheemse componist. Toen hij dan ook op 33-jarige leeftijd in januari 1874 aan zijn vierde symfonie begon, wijdde hij nog een heel deel (deel twee) aan de indruk die Tannhäuser op hem gemaakt had. De symfonie had niet zo’n groot succes. Bedřich Smetana gaf eerst een uitvoering van alleen het Scherzo op 25 mei 1874, maar daarna moest het werk achttien jaar (1892) wachten voordat het compleet werd uitgevoerd, onder leiding van de componist zelf in een iets aangepaste vorm. Het werk is pas in 1912 uitgegeven, nadat Dvořák was overleden. Ook in de 21e eeuw geldt nog steeds dat de populariteit van Dvořáks symfonieën gelijke tred houdt met de nummering. Zijn negende symfonie is veruit het meest uitgevoerd en daarna nummer 8. Als derde in populariteit volgt nummer 7 (die door kenners veelal het hoogst wordt aangeslagen) en af en toe is er een uitvoering van de zesde. De symfonieën 1 tot en met 5 worden zelden uitgevoerd of opgenomen.

## Muziek
Wagner mag dan in deel twee en in mindere mate in deel drie de inspirator geweest zijn, de muziek neigt voor het grootste deel naar Ludwig van Beethoven en dan met name diens Symfonie nr. 9. De orkestklank van Dvořák toont meer stijlkenmerken van de romantiek, maar Beethovens sporen zijn overal hoorbaar. Alleen al de toonsoort (d-mineur) komt overeen met die van Beethovens Negende. In aanvulling op beide inspiratiebronnen is Dvořáks toekomstige stijl te horen, in het scherzo zijn glimpen op te vangen van de Boheemse volksmelodieën die hem later wereldberoemd zouden maken in de Achtste en Negende symfonie en de Slavische Dansen. 

## Delen
De symfonie is geschreven in de traditionele vierdelige opzet:
1. Allegro
2. Andante sostenuto e molto cantabile
3. Scherzo (Allegro feroce)
4. Finale: Allegro con brio

De muziek is soms uitbundig, terwijl toch in een mineurtoonsoort gespeeld wordt. De thema’s van het openingsallegro klinken als Beethoven of Mendelssohn. De toonsoort schommelt hier tussen mineur en majeur, om toch nog in mineur te eindigen in de coda. Het langzame tweede deel  is geïnspireerd op Tannhäuser van Wagner, met koralen met koperblazers. Deel drie doet denken aan Die Meistersinger von Nürnberg met marsmuziek. In deel vier twijfelt de componist weer tussen mineur / majeur; uiteindelijk wordt afgesloten op majeur

## Orkestratie
- 2 dwarsfluiten (waarvan een ook piccolo), 2 hobo's, 2 klarinetten, 2 fagotten,
- 4 hoorns, 2 trompetten, 3 trombones,
- pauken, grote trom, triangel, bekkens, harp,
- violen 1 en 2, altviolen, celli en contrabassen

## Discografie
- Chandos: Royal Scottish National Orchestra o.l.v. Neeme Järvi (Glasgow oktober 1987)
- Supraphon: Tsjechisch Filharmonisch Orkest o.l.v. Václav Neumann
- Naxos: Slowaaks Filharmonisch Orkest o.l.v. Stephen Gunzenhauser
- Decca: London Symphony Orchestra o.l.v. Istvan Kertesz
- DGG: Berliner Philharmoniker o.l.v. Raphael Kubelik